# Danthoniopsis lignosa
Danthoniopsis lignosa är en gräsart som beskrevs av Charles Edward Hubbard. Danthoniopsis lignosa ingår i släktet Danthoniopsis, och familjen gräs. Inga underarter finns listade i Catalogue of Life.